# Gingidiobora nebulosa
Gingidiobora nebulosa är en fjärilsart som först beskrevs av Alfred Philpott 1917b.  Gingidiobora nebulosa ingår i släktet Gingidiobora och familjen mätare. Inga underarter finns listade i Catalogue of Life.